# Operace Chorev

Jednotky IOS poblíž Nicany během operace Chorev

Operace Chorev (hebrejsky: מבצע חורב, Mivca Chorev, anglicky: Operation Horev) byla velká izraelská ofenziva proti egyptské armádě v západní části Negevské pouště během první arabsko-izraelské války v říjnu 1948. Operace začala 22. prosince 1948 a skončila 7. ledna 1949 vstupem Izraelských obranných sil na Sinajský poloostrov.
Předcházela ji série menších vojenských operací, ve kterých Izrael upevňoval svou kontrolu nad Negevem (Operace Lot, Operace Asaf). Svůj název získala podle biblického označení hory Sinaj (Choreb), v současnosti nazývané Džebel Musa (arabsky: Mojžíšova hora), kde se Židé na rok utábořili při cestě z egyptského otroctví.
Operace byla úspěšná a izraelské nájezdy hluboko do Nicany a Sinaje donutily egyptskou armádu, aby se stáhla a přijala příměří. Ze Sinaje a Pásma Gazy se Izrael později stáhl pod mezinárodním tlakem. Naopak neúspěšná byla paralelně probíhající Operace Chisul, při které se Izraelci v noci z 27. na 28. prosince 1948 pokusili zlikvidovat egyptskou enklávu okolo obce al-Faludža na severu Negevské pouště (dnes město Kirjat Gat). Prohra si vyžádala na izraelské straně 88 obětí na životech a tato enkláva pak byla Egyptem vyklizena až v rámci dohod o příměří roku 1949.